# Gaedia distincta
Gaedia distincta är en tvåvingeart som beskrevs av Egger 1861. Gaedia distincta ingår i släktet Gaedia och familjen parasitflugor. Inga underarter finns listade i Catalogue of Life.